# レビッチ式
レビッチ式 (Levich Equation) は、 回転円盤電極 (RDE) の近傍における拡散・溶解流の状態をモデル化した方程式である。RDE を電気化学研究におけるツールとして初めて開発したベニアミン・グリゴリエビッチ・レビッチに因んで命名された。RDE を用いて計測される電流の振る舞い、特に回転円盤電極ボルタンメトリにおいて観測されるシグモイド波の高さを予言するために用いられる。このシグモイド波の高さはレビッチ電流と呼ばれることが多い。

## 式
レビッチ式は次のように書き下せる。
{\displaystyle I_{\mathrm {L} }=(0.620)nFAD^{\frac {2}{3}}\omega ^{\frac {1}{2}}v^{\frac {-1}{6}}C}
ここで、各変数および定数は次のように定義する。 
- IL はレビッチ電流 (A)
- n は半反応式において移動する電子のモル数
- F はファラデー定数 (C/mol)
- A は電極面積 (cm2)
- D は拡散定数（フィックの拡散法則を参照）(cm2/s)
- ω は回転電極の角速度 (rad/s)
- v は動粘度 (cm2/s)
- C は分析種（英語版）の濃度 (mol/cm3)

注意：（0.620 という係数をもつ）上述の方程式を用いるためには上に挙げたパラメータを指定した単位で用いる必要があることに注意されたい（たとえば回転電極の速度にラジアン毎秒ではなく回転毎分を用いてはならない）。もし、回転毎秒を用いる場合は、0.620 の代わりに 0.201 を用いる必要がある。
レビッチ式は多くの用途に十分であるが、より多くの項を用いて導出されたより進んだ形式も存在する。

### 簡略化された形式
レビッチ式はレビッチ定数Bを定義して以下のように書くことが多い。
{\displaystyle I_{L}=\underbrace {(0.620)nFAD^{\frac {2}{3}}v^{\frac {-1}{6}}C} _{B}\,\omega ^{\frac {1}{2}}=B\,\omega ^{0.5}}